# Cariberto II
Cariberto II (ca. 606 — 8 de Abril de 632), filho de Clotário II com sua segunda esposa, Bertrude, foi brevemente rei da Aquitânia, de 629 até sua morte, sendo sua capital Tolosa.
Quando seu pai, Clotário II, rei dos francos, morreu em 629, Cariberto fez o máximo para ganhar o reino da Nêustria de seu irmão mais velho Dagoberto I, que já era rei da Austrásia desde 623. Nas negociações subseqüentes, Cariberto, então menor de idade, foi representado por seu tio Brodulf, irmão de sua mãe. Dagoberto assassinou Brodulf e cedeu o semi-independente reino da Aquitânia a Cariberto. Este acordo foi confirmado em 631, quando Cariberto se tornou padrinho de Sigeberto, filho de Dagoberto.
O reino de Cariberto incluía Tolosa, Cahors, Agen, Perigueux e Saintes, as quais ele adicionou suas possessões na Gasconha. Cariberto era casado com Gisela, a herdeira de Amand da Gasconha. Suas forças de ataque subjugaram a resistência dos bascos, até que todo País Basco ficou sob seu controle.
Em 632, Cariberto morreu em Blaye, Gironda - possivelmente assassinado por ordem de Dagoberto - e logo depois seu filho, Quilperico, também foi assassinado. A Aquitânia passou novamente às mãos de Dagoberto. Tanto Cariberto quanto seu filho foram sepultados na antiga basílica romanesca de Saint-Romain em Blaye.
O filho sobrevivente de Cariberto, Boggis (c.626-c.688), tornou-se duque da Aquitânia e pai de São Huberto, que abdicou de suas reivindicações materiais em favor de seu irmão mais novo, iniciou uma linhagem de duques merovíngios da Aquitânia que durou até 769, quando o último, Hunaldo, foi subjugado por Carlos Magno.

## Pais
♂ Clotário II (◊ 584 † 629)
♀ Bertrude (◊ c. 590 † c. 618)

## Casamentos e filhos
- em c. 624 com Fulberte (◊ c. 605 † ?)

1. ♂ Boggis (◊ c. 626 † c. 688)
2. ♂ Quilderico (◊ 629 † 632)

## Leitura complementar
- E. James The Franks, 1987
- I. Wood The Merovingian Kingdoms 450-751 1994
- Gregory of Tours' history (translated bt L. Thorpe, 1974)
- (Fredegar) Wallace-Hadrill, J.M., translator, 1960. The Fourth Book of the Chronicle of Fredegar with its Continuations (Connecticut:Greenwood Press)